# Henry Rider Haggard
Henry Rider Haggard (ur. 22 czerwca 1856 w Bradenham, zm. 14 maja 1925 w Londynie) – brytyjski pisarz, autor powieści przygodowych z akcją rozgrywającą się w egzotycznych miejscach, najczęściej w Afryce.

## Życiorys

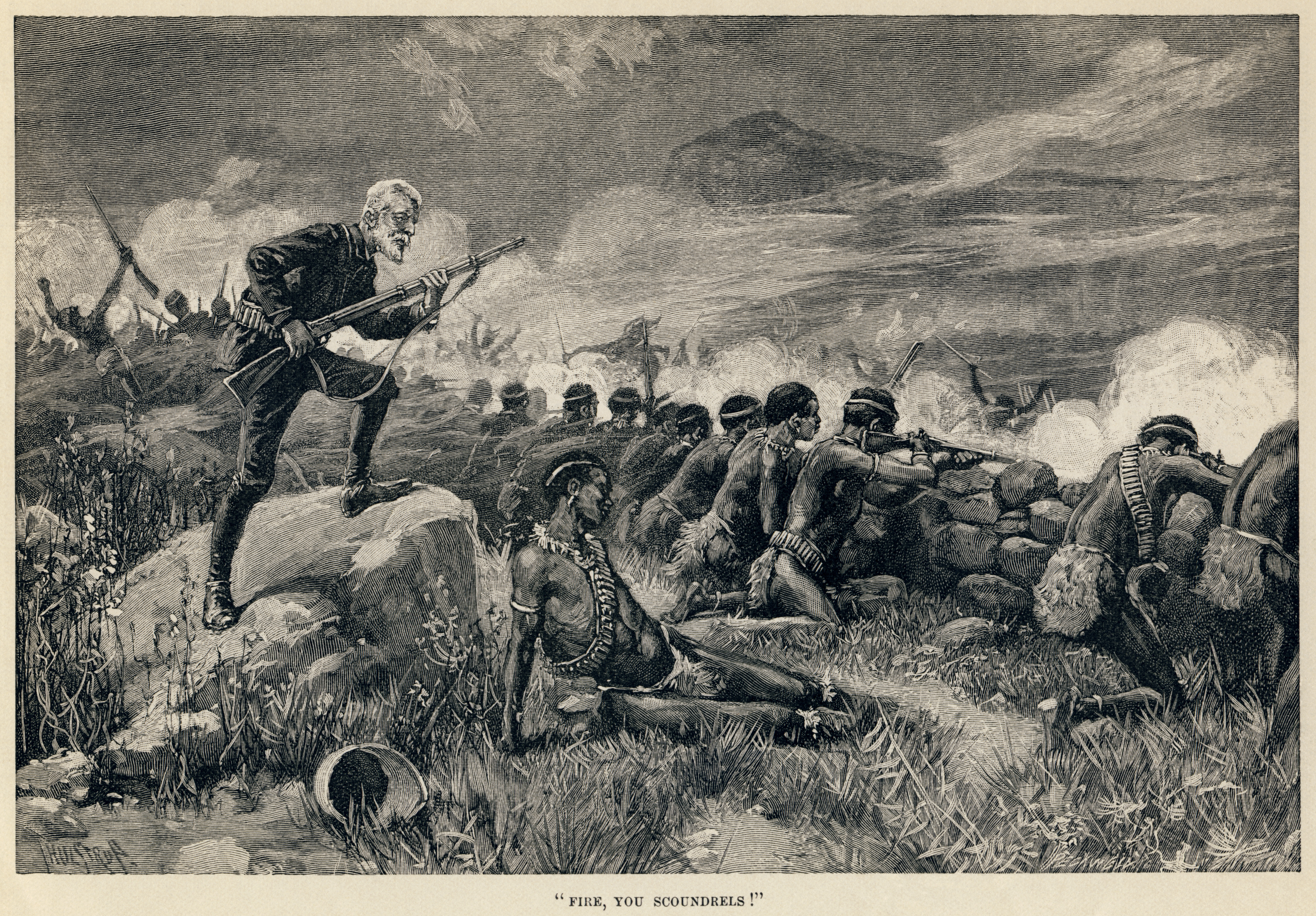
Allan Quatermain i jego oddział (ilustracja z powieści Zemsta Maiwy)

Jako młody człowiek przebywał w Natalu i Transwalu (obecnie w Południowej Afryce), pracując w administracji kolonialnej. Haggarda zainspirowały spotkania z eksploratorami Afryki, odkryte tam bogactwa mineralne i ruiny starożytnych zaginionych cywilizacji, takie jak Wielkie Zimbabwe. Powrócił do Anglii w 1882. Zamierzał zostać prawnikiem, ale pochłonęło go pisarstwo. W 1885 ukazały się Kopalnie króla Salomona – pierwsza powieść cyklu o Allanie Quatermainie (łącznie 18 tytułów), którą sfilmowano kilkakrotnie (ostatnio w 2004). Inne głośne i popularne jego utwory z fabułą osadzoną w Afryce to Allan Quatermain, She (Ona) oraz Ayesha. Wśród bardziej znanych w jego twórczości są też Córka Montezumy i powieść sensacyjno-historyczna Kleopatra.
Od 1889 przyjaźnił się z Rudyardem Kiplingiem.
W Polsce pisarz był już popularny za życia i w okresie międzywojennym; ponowne ożywienie poczytności jego książek nastąpiło na początku lat 90. XX wieku. W 1951 wszystkie jego utwory zostały wycofane z polskich bibliotek i objęte cenzurą.
Oprócz wyżej wymienionych, do poczytniejszych i częściej wznawianych u nas jego powieści należą:
- Córka mądrości (Wisdom′s Daughter)
- Dziecię z kości słoniowej (The Ivory Child)
- Pierścień królowej Saby (Queen Sheba′s Ring)
- Potwór Heu-Heu (Heu-Heu, or the Monster)
- Święty kwiat (Allan and the Holy Flower)
- Zemsta Maiwy (Maiwa′s Revenge)